# منچستر اونینگ نیوز
روزنامه منچستر اونینگ نیوز (به انگلیسی: Manchester Evening News) (به اختصار MEN) یک روزنامه منطقه‌ای است که اخبار منچستر بزرگ در شمال غربی انگلستان را پوشش می‌دهد و در سال ۱۸۶۸ تأسیس شده است. این نشریه روزهای دوشنبه تا شنبه منتشر می‌شود؛ نسخه یکشنبه آن، «مردان روز یکشنبه»، در فوریه ۲۰۱۹ منتشر شد. این روزنامه متعلق به ریچ پی‌ال سی است (که قبلاً ترینیتی میرور نام داشت) است که یکی از بزرگ‌ترین گروه‌های انتشاراتی روزنامه در بریتانیا محسوب می‌شود.
از زمان اتخاذ استراتژی «اولویت با دیجیتال» در سال ۲۰۱۴، MEN علیرغم کاهش میانگین تیراژ روزانه چاپی خود در نیمه اول سال ۲۰۲۱ به ۲۲۱۰۷، رشد آنلاین قابل توجهی را تجربه کرده است. در مراسم جوایز مطبوعات منطقه‌ای بریتانیا در سال ۲۰۱۸، این روزنامه به عنوان روزنامه سال و وب‌سایت سال انتخاب شد.
از سال ۲۰۰۴ تا ژوئیه ۲۰۰۹، این روزنامه با کانال M برای تولید برنامه شاخص آن ایستگاه تلویزیونی منطقه منچستر، یعنی نسخه اخبار کانال M در ساعت ۵ بعد از ظهر، همکاری کرد. این برنامه بعداً گسترش یافت و شامل بولتن‌هایی در وعده‌های صبحانه، ناهار و اواخر شب بود، یک برنامه نقد هفتگی و همچنین گاه به گاه برنامه‌های ویژه زنده داشت.
در سال ۱۹۶۱، منچستر گاردین و ایونینگ نیوز با مسئولیت محدود، که رقیب منچستر ایونینگ نیوز بود، منچستر ایونینگ کرونیکل را خریداری کردند و دو سال بعد، این روزنامه‌ها را ادغام کردند. به دنبال آن، تیراژ منچستر ایونینگ نیوز به بیش از ۴۸۰۰۰۰ رسید.
از سال ۲۰۰۴ تا ژوئیه ۲۰۰۹، این روزنامه با کانال تلویزیونی M برای تولید برنامه شاخص آن ایستگاه تلویزیونی در منطقه منچستر، با نسخه‌ای که هر هفته ۵ بعدازظهر منتشر می‌کرد با کانال خبری تلویزیون M همکاری داشت. این برنامه بعداً گسترش یافت و شامل بولتن‌هایی در صبحانه، زمان ناهار و اواخر عصر، یک برنامه مروری هفتگی و همچنین برنامه‌های ویژه زنده داشت که گاه به گاه پخش می‌شد.

## تاریخچه

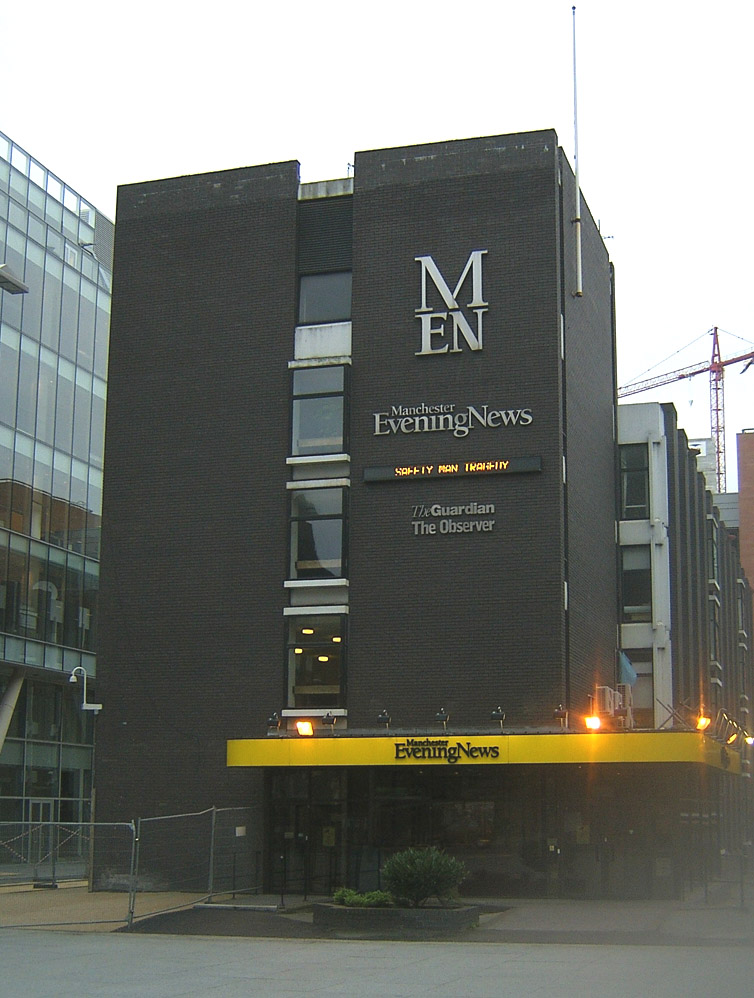
دفتر سابق در اسپرینگفیلد

### شکل‌گیری و مالکیت گاردین
روزنامه منچستر اونینگ نیوز اولین بار در ۱۰ اکتبر ۱۸۶۸ توسط میچل هنری به عنوان بخشی از مبارزات انتخاباتی پارلمانی او منتشر گردید، اولین شماره آن چهار صفحه داشت و قیمتش نیم پنی بود. این روزنامه از یک دفتر کوچک در خیابان براون با تقریباً دوازده کارمند اداره می‌شد. هنری پس از انتشار روزنامه گفت: «با انتشار روزنامه، هیچ عذری برای ارائه نداریم، بلکه تضمین می‌کنیم، هدف صادقانه‌ای را برای خدمت به منافع عمومی در پیش گیریم.» نقل قول هنری بر روی دیوار ورودی دفاتر مدرن روزنامه نقش بسته است.
هنری با عدم موفقیت در رقابت پارلمانی علاقه خود را نسبت به این تجارت از دست داد و این نشریه را به جان ادوارد تیلور جونیور، پسر مالک روزنامه فروخت. جان ادوارد تیلور، بنیان‌گذار منچستر گاردین (که اکنون گاردین نام دارد) بود. این روزنامه به عنوان همتای عصرگاهی و خواهرخوانده منچستر گاردین شناخته شد و این دو نشریه از سال ۱۸۷۹ مشترکاً یک دفتر در خیابان کراس ایجاد کردند. تیلور برادر همسرش پیتر آلن را به عنوان شریک در منچستر ایونینگ نیوز به کار گرفت و پس از مرگ تیلور در سال ۱۹۰۷، گاردین به سردبیر آن، سی.پی. اسکات، فروخته شد حال آنکه اونینگ نیوز در دست خانواده آلن باقی‌ماند. در سال ۱۹۲۴، پسر سی.پی. اسکات، جان راسل اسکات، روزنامه‌ها را دوباره متحد کرد و منچستر اونینگ نیوز را خریداری کرد و شرکت منچستر گاردین و اونینگ نیوز لیمیتد را تشکیل داد تا به نوبه خود بعداً به گروه رسانه‌ای گاردین (GMG) تبدیل شود.

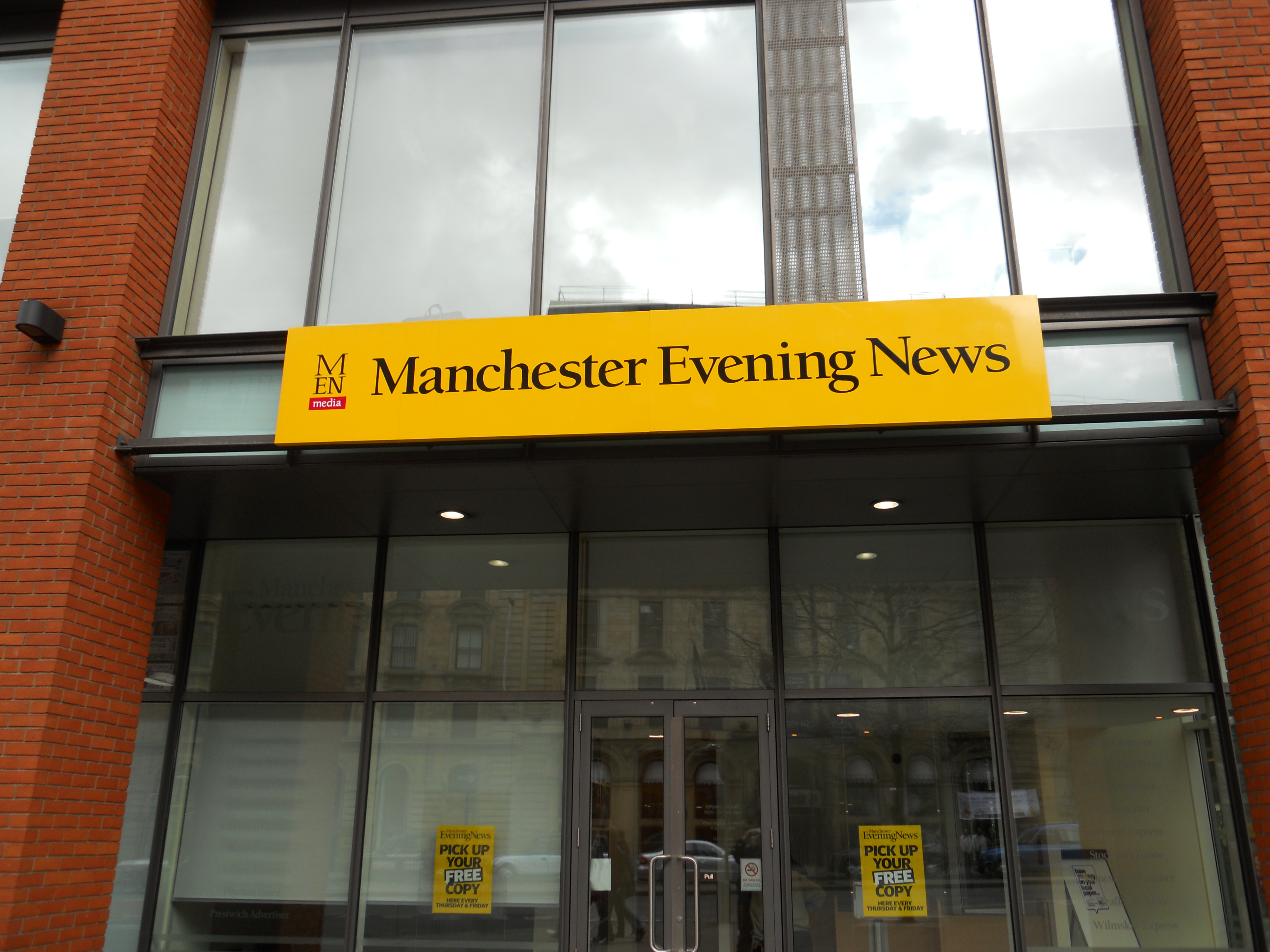
دفتر خیابان پورتلند

## روزنامه‌نگاران سابق
- جورج اورول (۱۹۰۳–۱۹۵۰)، نویسندهٔ هزار و نهصد و هشتاد و چهار و قلعه حیوانات.[۱۳]
- سر هارولد ایوانز (۱۹۲۸–۲۰۲۰)، سردبیر بعدی ساندی تایمز.[۱۴]
- دنی براکل‌هرست (متولد ۱۹۷۱)، فیلم‌نامه‌نویس.[۱۵]